# くりぃむしちゅーの最強アイドル大百科
『くりぃむしちゅーの最強アイドル大百科』（くりぃむしちゅーのさいきょうアイドルだいひゃっか）は日本テレビ系列で2011年に放送された特別番組。
内容は、時代に名を残すアイドルの秘蔵VTRを見ながらアイドル史をおさらいしたり、今だから話せる禁断のトークで盛り上がる、というもの。

## 出演者

### MC
- くりぃむしちゅー（有田哲平・上田晋也）

### パネラー
第1回
- 井森美幸
- 劇団ひとり
- 河本準一（次長課長）
- 武田修宏
- 千秋
- 土田晃之
- ビビる大木
- フットボールアワー（岩尾望・後藤輝基）

第2回
- 井森美幸
- 小沢一敬（スピードワゴン）
- 劇団ひとり
- 鈴木拓（ドランクドラゴン）
- 土田晃之
- 濱口優（よゐこ）
- ビビる大木
- 森永卓郎
- ローラ

### アイドルゲスト
第1回
- 生稲晃子
- 国生さゆり
- 城之内早苗
- 中澤裕子
- 新田恵利
- 堀ちえみ
- 松本伊代
- 南野陽子
- 保田圭
- 吉澤ひとみ

第2回
- 田原俊彦
- 我妻佳代
- 麻丘めぐみ
- 網浜直子
- いとうまい子
- 大西結花
- 大場久美子
- 国生さゆり
- 篠崎愛
- 杉浦幸
- 立花理佐
- 中村繁之
- 新田恵利
- 早坂好恵
- 布川敏和
- 前田耕陽

### あの人は今
第2回
- 宮前真樹
- 矢部美穂
- 竹本孝之

### ご意見番
第2回
- ダンプ松本

## 放送日時
| 回数  | 放送日時                   | 視聴率 |
| ----- | -------------------------- | ------ |
| 第1回 | 2011年4月2日21:00 - 22:54  | 11.6%  |
| 第2回 | 2011年10月1日21:00 - 22:54 | 10.6%  |

## スタッフ
第2回放送時
- 企画・演出：江成真二
- 構成：石原健次、柳しゅうへい
- TM：古川誠一
- SW：小林宏義
- CAM：吉田健治
- VE：石山実
- VTR：山本竜孝
- MIX：原秀彰
- AUD：村上正
- PA：吉田岳
- 音効：佐藤裕二
- モニター：小内一豊
- 照明：谷田部恵美
- 美術：林健一
- デザイン：栗原純二、平岡真穂
- 大道具：田中康之
- 小道具：宍倉正一
- 持道具：福井沙羅
- 花飾：花香恭子
- 衣裳：加川潤
- メイク：小野かをり
- 電飾：伊藤伸朗
- CG：古川佳彦（キャニットG）
- TK：桜井えみこ
- リサーチ：金田佑馬、近藤泰大
- 技術協力：NiTRo
- 美術協力：日テレアート
- 制作協力：モスキート、創輝
- 編集：佐藤弘一
- MA：丸山輝幸
- 編成：吉無田剛
- 営業：佐藤俊之
- 広報：柳沢典子
- 演出補：尾之上祐太、木下誠
- AP：影山幸子、大野眞奈美、小松正樹
- 制作進行：斉藤寿
- デスク：小原麻実
- ディレクター：廣田健介、佐谷直子、広江孝吉、石原孝昌、比嘉智樹
- チーフディレクター：伊藤航（第1回は、ディレクター）
- プロデューサー：前田直敬、瀬戸口正克、長谷川賢一、吉田一浩、浦田祐一郎、安藤優子
- チーフプロデューサー：藤井淳
- 製作著作：日本テレビ

### 過去のスタッフ
- 構成：長谷川優
- 編成：小野隆史
- 営業：竹葉信太郎
- プロデューサー：環真吾